# 21 at 33
21 at 33 é o décimo quarto álbum de estúdio do cantor e compositor britânico Elton John, lançado em 1980.
Foi gravado no Superbear Studios, Nice, França, em agosto de 1979. O título vem do fato de que este era o vigésimo primeiro álbum de Elton (incluindo coletâneas e álbuns gravados ao vivo), emitido no momento em que o artista tinha 33 anos.
John não tocava nenhuma música inédita desde a sua primeira turnê em 1980, com exceção de "Little Jeannie", que foi apresentada nos dois concertos chamados One Night Only em 2000. Até mesmo "Little Jeannie", que foi um grande hit nos Estados Unidos, raramente é tocada.
| Críticas profissionais                                                      | Críticas profissionais |
| Avaliações da crítica                                                       | Avaliações da crítica  |
| Fonte                                                                       | Avaliação              |
| --------------------------------------------------------------------------- | ---------------------- |
| Allmusic                                                                    | [ 1 ]                  |
| Rolling Stone                                                               | (sem nota)             |
| Esta tabela precisa de ser acompanhada por texto em prosa. Consulte o guia. |                        |

## Faixas

### Lado 1
1. "Chasing the Crown" (Elton John, Bernie Taupin) – 5:31
2. "Little Jeannie" (John, Gary Osborne) – 5:18
3. "Sartorial Eloquence (Don't Ya Wanna Play This Game No More?)" (John, Tom Robinson) – 4:44
4. "Two Rooms at the End of the World" (John, Taupin) – 5:39

### Lado 2
1. "White Lady White Powder" (John, Taupin) – 4:31
2. "Dear God" (John, Osborne) – 3:44
3. "Never Gonna Fall in Love Again" (John, Robinson) – 4:06
4. "Take Me Back" (John, Osborne) – 3:51
5. "Give Me the Love" (John, Judie Tzuke) – 5:22